# Testcricket

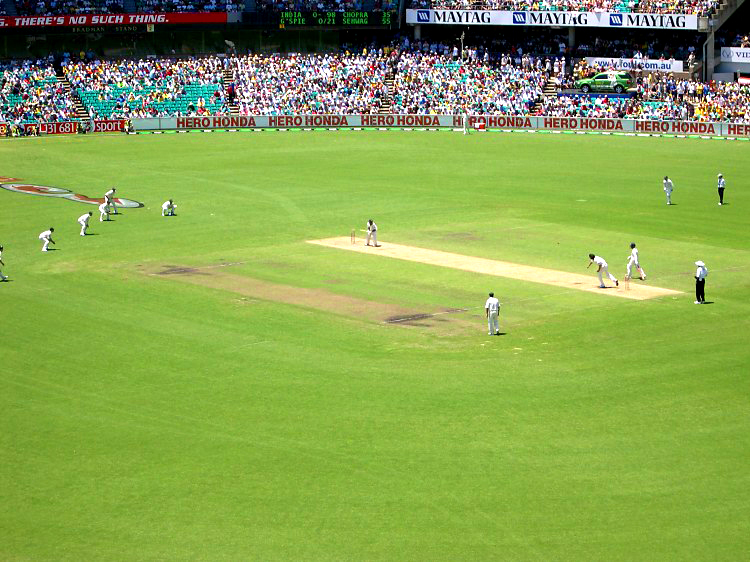
Testcricket wedstrijd tussen Australië en India in Sydney op 2 januari 2004

Testcricket is de vorm van cricket met de langstdurende landenwedstrijden. Alleen de landen die het hoogste kwaliteitsniveau (de testcricketstatus) hebben, mogen dergelijke wedstrijden spelen. De International Cricket Council bepaalt welke landen deze status hebben. In 2022 zijn dat twaalf landen bij de mannen en tien bij de vrouwen. 
In Groot-Brittannië werden testwedstrijden van het Engelse team een aantal jaren live uitgezonden door de BBC. De BBC doet standaard integraal verslag op de radio van het Engelse team in Test Match Special.

## Opzet test-wedstrijd
In een testwedstrijd worden twee innings door elk team gespeeld, in tegenstelling tot een enkele inning per team in eendaagse wedstrijden. Een test-wedstrijd heeft een maximum van vijf dagen bij de mannen en vier dagen bij de vrouwen. Als daarna nog geen winnaar is dan eindigt de wedstrijd in gelijkspel. De spelers dragen de traditionele witte tenues. In testwedstrijden bestaat formeel geen limiet in het aantal overs of tijd voor een specifieke inning. Per dag worden maximaal 90 overs gespeeld, exclusief pauze's duurt dit meestal rond de 6 uur. Als een ploeg dan nog niet all out is beginnen ze de dag daarna aan slag. Ploegen mogen ook op ieder moment beslissen te stoppen met de innings aan slag uit tijdsoverwegingen. Traditioneel worden testwedstrijden éénmaal onderbroken voor de lunch (40 minuten), meestal na ongeveer 2 uur spel en na nog eens 2 uur spel is er een theepauze van 20 minuten. Hierdoor worden wedstrijden opgedeeld in 3 sessies van rond de 30 overs.

## Testcricketlanden
Mannen

Aangesloten landen van de International Cricket Council:
Full Members met een testcricketstatus (12)
Associate Members met een tijdelijke ODI-status (8)
Ander Associate Members (85)
Voormalige of geschorste landen (7)
Derde landen (15)

In 2022 hebben twaalf landen de status van testcricketlanden, met tussen haakjes de datum van hun eerste testwedstrijd:
- Australië (15 maart 1877)
- Engeland (15 maart 1877)
- Zuid-Afrika (12 maart 1889)
- West-Indië (23 juni 1928)
- Nieuw-Zeeland (10 januari 1930)
- India (25 juni 1932) (voor 1947 behoorden Pakistan en Bangladesh tot India)
- Pakistan (16 oktober 1952) (voor 1971 behoorde Bangladesh tot Pakistan)
- Sri Lanka (17 februari 1982)
- Zimbabwe (18 oktober 1992)
- Bangladesh (10 november 2000)
- Ierland (11 mei 2018)
- Afghanistan (14 juni 2018)

Vrouwen
In 2022 hebben tien landen de status van testcricketlanden, met tussen haakjes de datum van hun eerste testwedstrijd:
- Australië (28 december 1934)
- Engeland (28 december 1934)
- Nieuw-Zeeland (16 februari 1935)
- Zuid-Afrika (2 december 1960)
- West-Indië (7 mei 1976)
- India (31 oktober 1976)
- Pakistan (17 april 1998)
- Sri Lanka (17 april 1998)
- Ierland (30 juli 2000)
- Nederland (28 juli 2007)